# Jefferson White
Jefferson White (3 novembre 1989) è un attore statunitense.

## Biografia
Noto soprattutto per aver interpretato Jimmy Hurdstrom nella serie Yellowstone di Paramount Network e Sean O'Neil in Chicago P.D. di NBC, White ha debuttato sul piccolo schermo in The Americans (2014). Altre apparizioni includono Elementary, Blue Bloods, Le regole del delitto perfetto e Law & Order - Unità vittime speciali. White ha recitato inoltre in Eileen (2023), al fianco di Anne Hathaway, e nel film di Alex Garland Civil War (2024). White è sposato con l'attrice e assistente sociale Casey Wortmann.

## Filmografia parziale

### Cinema
- God's Country, regia di Julian Higgins (2022)
- Eileen, regia di William Oldroyd (2023)
- Civil War, regia di Alex Garland (2024)
- Hellboy - L'uomo deforme (Hellboy: The Crooked Man), regia di Brian Taylor (2024)

### Televisione
- The Americans – serie TV, 2 episodi (2014)
- Le regole del delitto perfetto (How to Get Away with Murder) – serie TV, 7 episodi (2015-2016)
- Elementary – serie TV, episodio 4x03 (2015)
- Law & Order - Unità vittime speciali (Law & Order: Special Victims Unit) – serie TV, episodio 16x14 (2015)
- Blindspot - serie TV, 16 episodi (2016-2020)
- House of Cards - Gli intrighi del potere (House of Cards) - serie TV, 3 episodi (2016-2017)
- Aquarius - serie TV, 3 episodi (2016)
- Blue Bloods - serie TV, episodio 7x06 (2016)
- Yellowstone – serie TV, 42 episodi (2018-2024)
- The Good Fight - serie TV, episodio 5x09 (2021)
- Chicago P.D. – serie TV, 4 episodi (2022-2023)
- Evil – serie TV, episodio 4x07 (2024)

## Doppiatori italiani
Nelle versioni in italiano delle opere in cui ha recitato, Jefferson White è stato doppiato da:
- Davide Albano in Yellowstone, Eileen
- Davide Perino ne Le regole del delitto perfetto
- Federico Viola in Elementary
- Stefano Sperduti in Blindspot
- Emiliano Coltorti in House of Cards - Gli intrighi del potere
- Leonardo Graziano in Aquarius
- Flavio Aquilone in Blue Bloods
- Stefano Broccoletti in Chicago P.D.
- Andrea Moretti in Civil War